# Sauris plagulata
Sauris plagulata är en fjärilsart som beskrevs av Max Joseph Bastelberger 1911. Sauris plagulata ingår i släktet Sauris och familjen mätare. Inga underarter finns listade.